# Emilio Amero
Emilio Luis Amero Mimiaga , (22 de mayo de 1901- 12 de abril de 1976) fue un pintor y director de cine  mexicano. 
Nativo de Ixtlahuaca, México, en 1909 se muda con su familia a la Ciudad de México, donde se presume que comparte sus estudios primarios con Rufino Tamayo. Realiza estudios en la Escuela al Aire Libre de Santa Anita Zacatlamanco y la Escuela Nacional de Bellas Artes. Pinta al fresco seis de los escudos de los Estados de la República en el segundo piso del segundo patio de la Secretaría de Educación Pública. Asiste a José Clemente Orozco en los murales de la Escuela Nacional Preparatoria.
En 1925 viaja a La Habana, donde permanece varios meses y después viaja a Nueva York, donde realiza caricaturas para el periódico The Brooklyn Eagle. Hace trabajos de ilustrador para la revista Theatre Magazine, The New Yorker y Life Magazine. 
Incursiona en la cinematografía con un pequeño corto titulado «777» con máquinas como personajes a la manera del Ballet mécanique de Ferdinand Léger. Elabora un guion basado en el texto El río sin tacto, del poeta mexicano Gilberto Owen. Produce sus primeros experimentos fotográficos: fotogramas, dobles exposiciones y otras manipulaciones del negativo.
En 1929 el poeta español Federico García Lorca acude a una proyección de la película 777 y escribe especialmente para Amero un guion en 72 escenas titulado: Viaje a la Luna. Participa en la exhibición colectiva: Mexico Art showroom.